# Paguristes pusillus
Paguristes pusillus is een tienpotigensoort uit de familie van de Diogenidae. De wetenschappelijke naam van de soort is voor het eerst geldig gepubliceerd in 1896 door Henderson.